# Animetal Marathon IV
Animetal Marathon IV (アニメタル・マラソンⅣ Animetaru Marason Fō?) Es el cuarto álbum completado por Animetal. Este álbum se centra en los temas musicales de animes de la década de 1980. También marcó el regreso de Animetal después de una pausa de dos años. Sin embargo, también era el último álbum para el guitarrista She-Ja, quien fue reemplazado por Syu en versiones posteriores de la banda.
Este fue el único álbum de la banda lanzado por Cutting Edge Records, una división del Avex Group.

## Listado de canciones
1. "Hell's Three Musketeers -Instrumental-" (地獄の三銃士 - Instrumental - Jigoku no San Jūshi?)
2. "Monarch of Space! Godmars" (宇宙の王者！ゴッドマーズ Uchū no Ōja! Goddomāzu?)
3. "L-Gaim -Time for L-GAIM-" (エルガイム -Time for L-GAIM- Erugaimu - Time for L-GAIM-?)
4. "In Search of Lost Legends" (失われた伝説(ゆめ)を求めて Ushinawareta Yume o Momete?,  Genesis Climber Mospeada (機甲創世記モスピーダ Kikō Souseiki Mosupīda?))
5. "GoShogun Takes Off" (ゴーショーグン発進せよ GōShōgun Hasshin seyo?)
6. "Theme of Trider G7" (トライダーG7のテーマ Toraidā Jī Sebun no Tēma?)
7. "Galactic Cyclone Braiger" (銀河旋風ブライガー Ginga Senpū Buraigā?)
8. "Galactic Gale Baxinger" (銀河烈風バクシンガー Ginga Reppū Bakushingā?)
9. "Galactic Whirlwind Sasuraiger" (銀河疾風サスライガー Ginga Shippū Sasuraigā?)
  - Incorpora una porción de "Rime of the Ancient Mariner" de Iron Maiden's
10. "Servant of the Sun Tetsujin 28" (太陽の使者 鉄人２８号 Taiyō no Shisha Tetsujin Nijūhachi-gō?)
11. "Our Gatchaman" (われらがガッチャマン Wareraga Gatchaman?)
12. "Gatchaman Fighter" (ガッチャマン ファイター Gatchaman Faitā?)
  - Incorpora I Don't Know" de    Ozzy Osbourne's
13. "Our Departure" (おれたちの船出 Oretachi no Funade?,  Arcadia of My Youth (わが青春のアルカディア Waga Seishun no Arukadia?))
14. "Tiger Mask II" (タイガーマスク二世 Taigā Masuku Nisei?)
15. "Hard Fought Honor" (傷だらけの栄光 Kizudarake no Eikō?,  Tomorrow's Joe 2 (あしたのジョー２ Ashita no Jō Tsū?))
16. "Samurai Giants" (侍ジャイアンツ Samurai Jaiantsu?)
17. "Karate Fool Ichidai" (空手バカ一代 Karate Baka Ichidai?)
18. "Kid Of The Barren Lands Isamu" (荒野の少年イサム Kōya No Shōnen Isamu?)
19. "Ai o Torimodose!!" (愛をとりもどせ！！ Ai o Torimodose!!?,  Fist of the North Star (北斗の拳 Hokuto no Ken?))
20. "Game Center Arashi" (ゲームセンターあらし Gēmu Sentā Arashi?)
21. "Dream Control P.M.P.1" (夢操作P.M.P.1 Yume Sōsa P.M.P. Wan?,  Plawres Sanshiro (プラレス３四郎 Puraresu Sanshirō?))
  - Incorpora "Freewheel Burning" de Judas Priest's
22. "Dream Hunter" (夢の狩人 Yume no Karyūdo?,  Acrobunch (魔境伝説アクロバンチ Makyō Densetsu Akurobanchi?))
  - Incorpora "Crash and Burn" de Yngwie Malmsteen's
23. "HELLO, VIFAM" (Ginga Hyōryū Vifam (銀河漂流バイファム Ginga Hyōryū Baifamu?))
24. "Golden Warrior Gold Lightan" (黄金戦士ゴールド・ライタン Ōgon Senshi Gōrudo Raitan?)
  - Incorpora "Back To Back" de Pretty Maids'
25. "Theme of Mission Outerspace" (亜空大作戦のテーマ Akū Dasakusen no Tēma?,  Mission Outerspace Srungle (亜空大作戦スラングル Akū Daisakusen Suranguru?))
26. "Song of Dartanius" (ダルタニアスの歌 Darutaniasu no Uta?)
  - Incorpora "Doctor Doctor" de UFO's
27. "Win! Space Fighters" (がんばれ！宇宙の戦士 Ganbare! Uchū no Senshi?,  Space Emperor God Sigma (宇宙大帝ゴッドシグマ Uchū Taitei Goddoshiguma?))
  - Incorpora "Invaders" de Iron Maiden's
28. "Fight! GoLion" (斗え！ゴライオン Tatakae! Goraion?)
29. "Youth of the Galaxy" (銀河の青春 Ginga no Seishun?,  Armored Fleet Dairugger XV (機甲艦隊ダイラガーXV Kikō Kantai Dairagā Fifutīn?))
30. "Lightspeed ElectroGod Albegas" (光速電神アルベガス Kōsoku Denjin Arubegasu?)
31. "Fight! Magne Robo Gakeen" (たたかえ！ガ・キーン Tatakae! Gakīn?)
  - Incorpora "Electric Eye" de Judas Priest's
32. "UFO Fighter DaiApollon" (UFO戦士ダイアポロン Yūfō Senshi Daiaporon?)
33. "Blocker Army Machine Blaster" (ブロッカー軍団 マシンブラスター Burokkā Gundan Mashinburastā?)
34. "Astroganger" (アストロガンガー Asutorogangā?)
35. "Iron Leaguer: Limitless Mission" (アイアンリーガー～限りなき使命～ Aian Rīgā ~Kagirinaki Shimei~?)
36. "Getter Robo Go" (ゲッターロボ號 Gettā Robo Gō?)
37. "Theme of Z" (Zのテーマ Zetto no Tēma?)

## Créditos
- Eizo Sakamoto (さかもと えいぞう Sakamoto Eizō?) - Voz
- She-Ja (屍忌蛇 Shiija?) - Guitarra
- Masaki - Bajo

con
- Katsuji - Batería
- Mitsuo Takeuchi (竹内 光雄 Takeuchi Mitsuo?) - Voz en "Galactic Gale Baxinger"
- NOV - Voz en "Ai o Torimodose!!"
- Mie (未唯?) - voz femenina en "Fight! Magne Robo Gakeen"